# Nashua (Montana)
Nashua és una població dels Estats Units a l'estat de Montana. Segons el cens del 2000 tenia 325 habitants.

## Demografia
Segons el cens del 2000, Nashua tenia 325 habitants, 166 habitatges, i 92 famílies. La densitat de població era de 190,1 habitants per km².
Dels 166 habitatges en un 15,1% hi vivien nens de menys de 18 anys, en un 50% hi vivien parelles casades, en un 1,2% dones solteres, i en un 44% no eren unitats familiars. En el 41% dels habitatges hi vivien persones soles el 21,7% de les quals corresponia a persones de 65 anys o més que vivien soles. El nombre mitjà de persones vivint en cada habitatge era d'1,96 i el nombre mitjà de persones que vivien en cada família era de 2,61.
Per edats la població es repartia de la següent manera: un 14,8% tenia menys de 18 anys, un 6,2% entre 18 i 24, un 21,2% entre 25 i 44, un 32% de 45 a 60 i un 25,8% 65 anys o més.
L'edat mediana era de 49 anys. Per cada 100 dones de 18 o més anys hi havia 116,4 homes.
La renda mediana per habitatge era de 26.827 $ i la renda mediana per família de 35.000 $. Els homes tenien una renda mediana de 26.250 $ mentre que les dones 17.188 $. La renda per capita de la població era de 15.452 $. Aproximadament l'1% de les famílies i el 4,3% de la població estaven per davall del llindar de pobresa.

## Poblacions properes
El següent diagrama mostra les poblacions més properes.